# Половинники
Полови́нники —  село в Україні, у Старокостянтинівській міській громаді Хмельницького району Хмельницької області. Село розташовано на відстані 12 кілометрів від районного центру Старокостянтинова,  та 64 км від обласного центру міста Хмельницького. Населення становить 214 осіб. До 2020 орган місцевого самоврядування — Огіївська сільська рада.
Сільський голова      Петрук Микола Ананійович

## Історія села
В описі з історії наших міст і сіл з видання “Історія міст і сіл Хмельниччини”, у якій розміщено відомості, зібрані і систематизовані Юхимом Сіцінським і Миколою Теодоровичем, село Половинники не згадується. Можна припустити що назва села походить від терміна половинники - це напівбатраки, що працювали на землі господаря за половину врожаю. Назва села унікальна для України, більше населеного пункту з такою назвою не існує.
За СРСР в селі працювало колективне господарство, була тваринницька ферма.
7 (20) листопада 1917 року, відповідно до.Третього Універсалу Української Центральної Ради, увійшло до складу Української Народної Республіки.
12 червня 2020 року, відповідно до розпорядження Кабінету Міністрів України № 727-р «Про визначення адміністративних центрів та затвердження територій територіальних громад Хмельницької області», увійшло до складу Старокостянтинівської міської громади.
19 липня 2020 року, після ліквідації Старокостянтинівського району, село увійшло до Хмельницького району.

## Газифікація села
Влітку 2010 року відбулася значна подія для села - газифікація. Близько 50 осель було підключено до газопроводу і запалено довгоочікуваний блакитний вогник.

## Сьогодення села

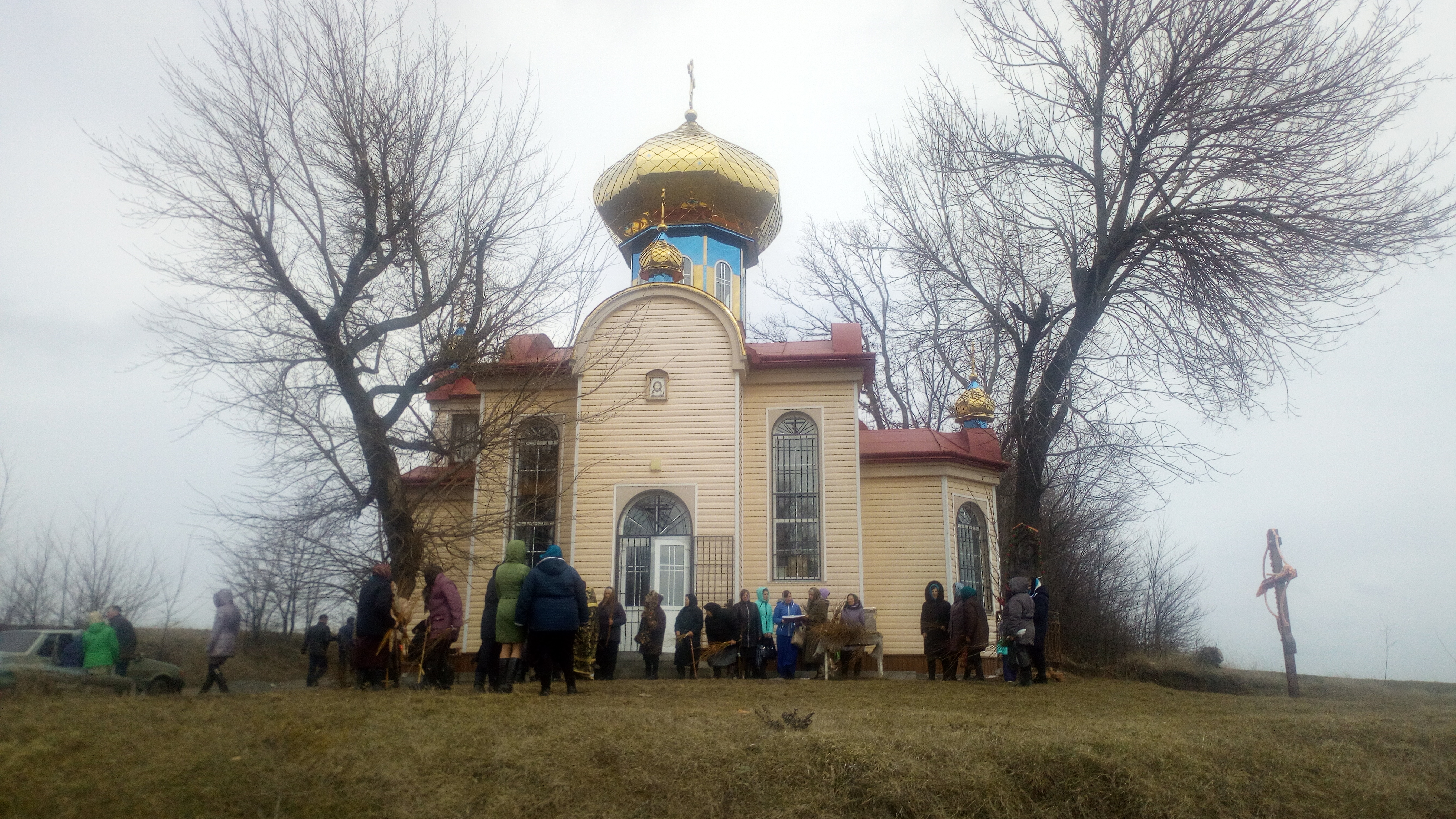
Храм нерукотворному образу Христа Спасителя

Влітку 2011 року в посадці села Половинники з'явився образ Ісуса, на який їдуть дивитися багато мешканців із Хмельницької області, України та з-за кордону. Біля дерева у 2012 році розпочато будівництво церкви. В 2017 році основне будівництво церкви було завершено. Церква отримала назву Храм нерукотворному образу Христа Спасителя.

## Цікаві факти
В селі росте граб (священний граб). В граб влучила блискавка, відідрала кору, у результаті чого зріз деревини став скидатися на образ Ісуса Христа. Дерево користується любов'ю і повагою місцевих жителів
В 1882 році в селі було знайдено скарб із голандських, германських, польських і пруських монет XVII століття чисельністю близько 200 штук.